# Hideaki Anno
Hideaki Anno (庵野 秀明) és un director, escriptor, animador, productor i actor de veu japonès (seiyuu), principalment conegut per ser el creador la sèrie Neon Genesis Evangelion. El 27 d'abril de 2002 es va casar amb la mangaka Moyoco Anno.
Des de mitjans dels anys 80 ha treballat en l'estudi d'animació Gainax, estudi que ell mateix i uns altres com Yoshiyuki Sadamoto havien fundat aleshores. En 2006 va fundar (i des de llavors dirigeix) la companyia de producció Khara inc., la qual cosa no ha significat que abandoni els seus treballs en Gainax.

## Biografia
Nascut el 22 de maig de 1960 al Japó, Anno és originari de Ube, una zona industrial el paisatge urbà-mecanitzat de la qual va servir d'inspiració per als ambients de les seves posteriors animacions. De nen era solitari i «pèssim en els esports» (segons va narrar una certa vegada el seu pare en una entrevista), dues constants que es mantindrien al llarg de la seva vida, formant aquest caràcter psicològic complex que va transferir després a les seves històries. Producte d'aquest caràcter, el futur animador va créixer abstret col·leccionant una quantitat de coneixement aclaparadora sobre sèries de TV i pel·lícules de ciència-ficció de l'època.

## Influències
En els seus anys de joventut va acumular una quantitat inversemblant de coneixement sobre sèries de TV i pel·lícules de ciència-ficció. Admirava sèries com Ultraman, arribant a fer les seves pròpies Pel·lícules casolanes de 8 mm. També té una gran afició pels xous de marionetes de la ITC Entertainment, com ara Thunderbirds, Capità Scarlet, The Prisioner, etc.
Coneix als seus amics Akai Takami i Yamaga Hiroyuki, amb els qui organitzaria una petita exposició d'anime a la seva escola. Van realitzar el curt que obria la Daicon III. El treball de Anno va ser l'animació que es va mostrar a la sala.

## Estil
La temàtica de les seves obres se centra principalment en la descripció de la psicologia dels personatges, especialment persones que aparenten una personalitat per encaixar en la societat i tancant-se en si mateixes.
Durant les seves obres se solen intercalar imatges de la ciutat on es desenvolupa la història i certs paisatges urbans, com ara a pals elèctrics, cartells informatius i instal·lacions ferroviàries que es mostren abundantment en molts dels seus treballs.
Hideaki fa ús experimental de tècniques d'animació, ja que en moltes de les seves obres es poden veure escenes innovadores o poc convencionals. El seu estil està molt influït per la psicoanàlisi i la desconstrucció emocional.

## Carrera

### Primers treballs
Hideaki va començar la seva carrera com a animador després d'estudiar a la Universitat d'art en Osaka en la sèrie The Super Dimension Fortress Macross entre 1982 i 1983.
No es va començar a reconèixer el seu talent fins que va llançar el seu treball en la pel·lícula de Hayao Miyazaki, Nausicaä de la Vall del Vent, el 1984. Al Studio Ghibli estaven necessitats d'animadors i l'estudi de producció va publicar un anunci en la revista d'animació Animage. Anno, en veure l'anunci, es va dirigir a l'estudi on va conèixer a Hayao Miyazaki i li ensenyo els seus dibuixos. Miyazaki es va quedar impressionat per aquests i li va encarregar alguns dels dibuixos més complicats que apareixen al final de la pel·lícula.
El vídeo que obria la Daicon IV va guanyar un premi en el Animage Grand Prix. Anno, Akai i Yamaga van treballar al costat del ja llavors destacadíssim Hayao Miyazaki, a qui admiraven molt pels seus treballs anteriors.
Posteriorment, també treballaria com a animador per Isao Takahata a la Ghibli per a la pel·lícula La tomba de les cuques de llum (1988). Anno va fundar a dia de Nadal de 1984 l'estudi d'animació GAINAX juntament amb Yoshiyuki Sadamoto, Takami Akai, Toshio Okada, Yasuhiro Takeda i Shinji Higuchi.
El primer llargmetratge de Gainax va ser Royal Space Force: The Wings of Honnêamise, en 1987 i des de llavors, Hideaki va dirigir la majoria de projectes com Gunbuster (1988) i Fushigi no umi no Nadia.

### Neon Genesis Evangelion
El 1995 s'estrena Neon Genesis Evangelion (新世紀エヴァンゲリオン, Shin Seiki Evangelion) (Neon Genesis Evangelion (新世紀エヴァンゲリオン, Shin Seiki Evangelion), Neon Genesis Evangelion (新世紀エヴァンゲリオン, Shin Seiki Evangelion)), sèrie de 26 capítols dirigida i escrita per Anno. Aquesta sèrie ja ha format un paper important en la història de l'anime i fins i tot s'ha tornat un culte fora del Japó.
Molts creuen que el període de quatre anys de depressió que va sofrir Hideaki és l'origen dels elements psicològics que apareixen en la sèrie i els seus personatges, a mesura que avança la sèrie es va tornant cada vegada més fosca i centrada en la psicologia dels personatges. En acabar aquesta sèrie en televisió, els fanàtics japonesos de la sèrie demanaven més, ja que no volien que Evangelion acabés així, per la qual cosa Hideaki es va proposar realitzar les pel·lícules Death and Rebirth i The End of Evangelion en 1997. Acabat aquest projecte, va decidir oblidar-se per complet d'aquesta sèrie, ja que semblava poc conforme amb l'èxit rotund que Evangelion va ser. Per aquella època va assegurar que s'havia desencantat de la cultura otaku..
Malgrat això, el 2007 Hideaki Anno decideix fer Rebuild of Evangelion. Aquesta es compon de 4 pel·lícules, de les quals s'han finalitzat les tres primeres: Evangelion: 1.0 You Are (Not) Alone, Evangelion: 2.0 You Can (Not) Advance i Evangelion: 3.0 You Can (Not) Redo, aquesta última estrenada el 17 de novembre de 2012. Encara resta per estrenar una quarta i última pel·lícula de Rebuild, que es dirà Evangelion: 3.0+1.0, i el desenvolupament del qual s'ha vist ajornat per diferents projectes de Hideaki.

### Després d'Evangelion
Hideaki va començar a dirigir pel·lícules no animades, encara que sense deixar de costat la realització animada a través de Gainax. D'aquest període són films com Love & Pop (1998) o Shiki-Jitsu (2000), on la vida urbana japonesa es retrata en un ambient d'introversió social i temàtica sexual.
L'últim com a director que ha tingut Hideaki Anno fins ara, és una nova live action de Godzilla, el personatge kaiju més popular del Japó, i que porta per nom Godzilla Resurgence (2016).

## Obres

### Director i guionista
- Gunbuster (1988)
- Fushigi no Umi no Nadia (1990-1991)
- Neon Genesis Evangelion (1995-1996)
- Evangelion: Death and Rebirth (1997)
- The End of Evangelion (1997)
- Kare Kano (1998)
- Love & Pop (1998)
- Ritual (2000)
- Anime Tenchou (2002)
- Ryusei-Kacho (2002) (Short film)
- Submarine 707R (2003) (director dels openings)
- Cutie Honey (2004)
- Rebuild of Evangelion (2007-)
- Godzilla Resurgence (2016)

### Storyboards
- Gunbuster (1988)
- Fushigi no Umi no Nadia (1990-1991)
- Kare Kano (His and Her Circumstances) (1998)
- Mahoromatic: Automatic Maiden (2001)
- Magical Shopping Arcade Abenobashi (2002)
- Diebuster (Gunbuster 2; 2004-2006)
- Sugar Sugar Rune (2005-2006)
- Space Battleship Yamato 2199 (2012)

### Animador
- The Super Dimension Fortress Macross (1982-1983)
- Nausicaä de la Vall del Vent (1984)
- Birth (1984)
- Lamu (Episodi 133) (1984)
- Cream Lemon (Episode 4) (1985)
- Royal Space Force: The Wings of Honneamise (1987)
- Crystal Triangle (1987)
- Dangaioh (1987)
- La tomba de les lluernes (1988)
- Gunbuster (1988)
- Madox-01 (1988)
- Crimson Wolf (1993)
- Macross Plus (1994)
- Macross Plus Movie Edition (1995)
- Neon Genesis Evangelion (1995-1996)
- Sugar Sugar Rune (2005-2006)
- Ryū no Haisha (2017)

### Actor
- Return of Ultraman (Parody) (1983), (Ultraman)
- FLCL (2000), (veu de Miyu-Miyu, sense crèdits)
- Frog River (2002) (amo d'un bar)
- Magical Shopping Arcade Abenobashi (2002), (cameo en l'episodi 12, sense crèdits)
- Cutie Honey (2004), (oficinista)
- The Taste of Tea (2004), (cameo com un director d'anime)
- Koi no Mon (Otakus in Love) (2004), (cameo)
- Funky Forest (2004), (actor)
- Nihon Chinbotsu (2006), (actor)
- Welcome to the Quiet Room (Quiet room ni yôkoso) (2007), (doctor)
- Death Kappa (2010), (actor)[5]
- El vent s'aixeca (2013), (seiyuu del protagonista)[6]